# إلكتروبلانكتون
إلكتروبلانكتون (بالإنجليزية: Electroplankton)‏ هي لعبة فيديو موسيقية يمكن من خلالها إبداع الموسيقى، وقامت بتطويرها وتعديلها نينتندو.